# Nadežda Babkina
Nadežda Georgievna Babkina (in russo Надежда Георгиевна Бабкина?; Achtubinsk, 19 marzo 1950) è una cantante, attrice e conduttrice televisiva russa, già sovietica. 
Fondatrice e direttrice artistica dell'ensemble vocale Russkaja pesnja, dal 1994 è direttrice artistica dell'omonimo Teatro accademico statale di Mosca.
È stata membro della Duma della città di Mosca (2014–2019) ed membro del partito politico russo Russia Unita.

## Discografia
- 1982 – Russkaja svad'ba
- 1983 – Populjarnye russkie narodnye pesni
- 1994 – Blagoslovi duše
- 1994 – Šumel kamyš
- 1995 – Kazačka Nadja
- 1998 – Verila ja, verila
- 1999 – Čërnaja mol'
- 2002 – Dama Russkaja
- 2004 – Ne dumala, ne znala (con Diskomafija)
- 2006 – Kovano koleso
- 2010 – Babkin rok

## Onorificenze
- 1978 –  Premio Lenin Komsomol[2]
- 1986 – Artista onorata della RSFSR[2]
- 1992 – Artista del Popolo della RSFSR[3]
- 1997 – Medaglia commemorativa per l'850º anniversario di Mosca[2]
- 1998 – Premio del Ministero degli Affari Interni della Russia[2]
- 1999 – Ordine d'onore[4]
- 2005 – Ordine dell'Amicizia[5]
- 2006 – Ordine di San Stanislao (Polonia)[2]
- 2006 – Ordine di Skarina (Bielorussia)[6]
- 2007 – Artista del Popolo della Repubblica di Carelia[7]
- 2010 – Ordine al merito per la Patria (IV Classe)[8]
- 2010 – Artista del Popolo della Repubblica Cecena[9]
- 2012 – Artista del Popolo della Repubblica di Inguscezia[10]
- 2016 – Ordine al merito per la Patria (III Classe)[11]
- 2018 – Premio del governo della Federazione Russa nel 2018 nel campo della cultura[12]